# Crooked Smile
«Crooked Smile»  — песня американского хип-хоп-исполнителя и продюсера Джея Коула (англ. J. Cole). Песня была выпущена 4 июня 2013 года лейблами Roc Nation и Columbia Records в качестве 2-го сингла со 2-го альбома Коула Born Sinner. Композиция получила платиновый статус RIAA (США).

## История
Песня записана при участии R&B-группы TLC, для которой это стало первым треком за последние 4 года (последний раз выходила их песня в 2009 году: «Let’s Just Do It»).
Музыкальное видео вышло 18 сентября 2013 года.

## Концертное исполнение
J. Cole исполнил свою песню, вместе с его другим синглом «Power Trip» из второго альбома, на церемонии награждения 2013 BET Awards, прошедшей 30 июня 2013 года. 13 августа 2013 года рэпер исполнил песню на ток-шоу Conan.

## Итоговые списки
Журнал Rolling Stone включил песню в свой Список 100 Лучших треков 2013 года (№ 37 в 100 Best Songs of 2013). Песня была номинирована на награду The Ashford and Simpson Songwriter’s Award на церемонии 2013 Soul Train Music Awards. Музыкальное видео было номинировано на премию 2014 MTV Video Music Award в категории Best Video With A Social Message.

### Награды и номинации
| Год  | Церемония               | Награда                                    | Результат |
| ---- | ----------------------- | ------------------------------------------ | --------- |
| 2013 | BET Hip Hop Awards      | Impact Track                               | Победа    |
| 2013 | Soul Train Music Awards | The Ashford and Simpson Songwriter’s Award | Номинация |
| 2014 | BET Hip Hop Awards      | Best Hip Hop Video                         | Номинация |
| 2014 | MTV Video Music Award   | Best Video With A Social Message           | Номинация |

## Чарты
| Чарт (2013)                                | Высшая позиция |
| ------------------------------------------ | -------------- |
| Бельгия/Фландрия (Ultratip Bubbling Under) | 88             |
| Бельгия/Валлония (Ultratip Bubbling Under) | 50             |
| Великобритания (OCC UK Hip Hop/R&B)        | 22             |
| США (Billboard Hot 100)                    | 27             |
| США (Billboard Pop Airplay)                | 27             |
| США (Billboard Hot R&B/Hip-Hop Songs)      | 7              |
| США (Billboard Hot Rap Songs)              | 4              |

| Чарт (2013)                          | Позиция |
| ------------------------------------ | ------- |
| US Hot R&B/Hip-Hop Songs (Billboard) | 25      |
| US Rap Songs (Billboard)             | 18      |

## Сертификации
| Регион | Сертификация | Продажи    |
| --- | ------------ | ---------- |
| США (RIAA) | Платиновый   | 1 000 000* |
| * Данные о продажах приведены только на основе сертификации. ^ Данные о тиражах приведены только на основе сертификации. |              |            |